# Tailandia en los Juegos Olímpicos de Roma 1960
Tailandia estuvo representada en los Juegos Olímpicos de Roma 1960 por un total de 20 deportistas masculinos que compitieron en 4 deportes.
El equipo olímpico tailandés no obtuvo ninguna medalla en estos Juegos.